# Iván Gutiérrez
José Iván Gutiérrez Palacios (Hinojedo, Suances, Cantábria, 27 de novembro de 1978), mais conhecido como Iván Gutiérrez, é um exciclista profissional espanhol.
É o irmão maior do que também foi ciclista profissional David Gutiérrez Palacios.

## Biografia
É um corredor que destaca na prova contrarrelógio, e que estreia como profissional no ano 2000 com a equipa ONZE-Eroski. Depois da sua passagem pela equipa amarela passo às fileiras do Banesto, equipa no que permanece baixo a sua denominação atual Movistar.
Participou nas provas de fundo em estrada e na de contrarrelógio dos Jogos Olímpicos de 2004 celebrados em Atenas.
Após proclamar-se campeão da geral do Tour do Mediterrâneo de 2007, na 2.ª etapa da Tirreno-Adriático sofreu uma dolorosa queda que o manteve várias semanas lesionado.
Em 2010, consegue o campeonato da Espanha em estrada, graças ao monopólio da sua equipa o Caisse d'Epargne. Dias antes tinha conseguido ficar segundo no nacional de contrarrelógio, só superado por seu colega de equipa, Luis León Sánchez. No Tour de France de 2010 foi protagonista em várias etapas, conseguindo estar em várias escapadas roçando o triunfo, ainda que sendo sempre neutralizado pelo pelotão.
Em 20 de dezembro de 2014 anunciou a sua retirada do ciclismo depois de quinze temporadas como profissional e com 36 anos de idade.
Em 2016 começou uma colaboração com o Racing de Santander, equipa de sua região.
Em janeiro de 2017, falou sobre os problemas que lhe levaram a abandonar o ciclismo e como entrou numa profunda depressão. "O ciclismo é um desporto muito difícil, com muito stresse, e teve um momento em que senti que algo não estava a funcionar. Retirei-me do Tour desse ano (2013) devido a um colapso mental, um estado de pânico. Nos Pirenéus, baixei-me da bicicleta, só queria desaparecer da corrida".

## Palmarés
| - 1999 - Campeonato Mundial Contrarrelógio sub-23 - 2000 - Campeonato da Espanha Contrarrelógio - 2001 - 1 etapa do G. P. Cortez - Campeonato da Espanha em Estrada - Grande Prêmio CTT Correios de Portugal - 2002 - 1 etapa da Volta a Burgos - Grande Prêmio de Llodio - 2003 - Giro de Emília - Escalada a Montjuic, mais 2 etapas - 2004 - 1 etapa da Volta a Múrcia - 1 etapa da Volta a Castela e Leão - Campeonato da Espanha Contrarrelógio - 2005 - Clássica de Almeria - Campeonato da Espanha Contrarrelógio - 2.º no Campeonato Mundial Contrarrelógio | - 2006 - 1 etapa do Tour do Mediterrâneo - Volta a Múrcia, mais 1 etapa - 2 etapas da Volta a Burgos - 2007 - Tour do Mediterrâneo - Campeonato da Espanha Contrarrelógio - Eneco Tour - 2008 - 1 etapa da Volta à Comunidade Valenciana - 3.º no Campeonato da Espanha Contrarrelógio - Eneco Tour, mais 1 etapa - 2009 - 1 etapa do Tour do Mediterrâneo - 2010 - 2.º no Campeonato da Espanha Contrarrelógio - Campeonato da Espanha em Estrada - 2011 - 3.º no Campeonato da Espanha Contrarrelógio |

## Resultados em grandes voltas e campeonatos do mundo
Durante a sua carreira desportiva conseguiu os seguintes postos nas Grandes Voltas e nos Campeonatos do Mundo em estrada:
| Corrida                | Corrida                | 2000 | 2001 | 2002  | 2003 | 2004 | 2005 | 2006 | 2007 | 2008 | 2009 | 2010 | 2011  | 2012 | 2013  | 2014 |
| ---------------------- | ---------------------- | ---- | ---- | ----- | ---- | ---- | ---- | ---- | ---- | ---- | ---- | ---- | ----- | ---- | ----- | ---- |
|                        | Giro d'Italia          | —    | —    | —     | —    | —    | —    | 24.º | —    | —    | —    | —    | —     | —    | —     | —    |
|                        | Tour de France         | Ab.  | 64.º | —     | —    | 51.º | —    | —    | 22.º | 54.º | 71.º | 48.º | 102.º | Ab.  | Ab.   | —    |
|                        | Volta a Espanha        | —    | —    | 100.º | —    | —    | Ab.  | —    | —    | —    | —    | —    | —     | —    | 119.º | —    |
| Mundial em Estrada     | Mundial em Estrada     | —    | —    | —     | —    | Ab.  | —    | —    | —    | —    | —    | —    | —     | —    | —     | —    |
| Mundial Contrarrelógio | Mundial Contrarrelógio | —    | —    | —     | —    | 9.º  | 2.º  | 14.º | 7.º  | 16.º | 35.º | 17.º | —     | —    | —     | —    |

—: não participa

Ab.: abandono

## Equipas
- ONZE-Eroski (2000-2001)
- Banesto/Illes Balears/Caisse d'Epargne/Movistar (2002-2014)
- ibanesto.com (2002-2003)
- Illes Balears (2004-2006)
- Caisse d'Epargne (2007-2010)
- Movistar Team (2011-2014)